# Johana Gómez
Johana Gómez es una boxeadora venezolana. Es la actual y diez veces campeona venezolana de peso pluma amateur.

## Carrera
Gómez era jugadora de fútbol hasta que se lesionó en un accidente de tráfico. Después de esto, comenzó a entrenar en el boxeo e hizo su debut amateur en 2018. El entrenador de boxeo escocés Gary Young vio algunos clips de ella en Instagram y se puso en contacto con ella, ofreciéndole entrenar; Gómez entrena con Young a través de videollamadas mientras sigue residiendo en La Guaira. Su camino hacia los Juegos Olímpicos de París 2024 es el tema de un cortometraje documental británico, Little Warrior (en español: Pequeña Guerrera); Gómez ha dicho que le gustaría representar a su país en los Juegos Olímpicos antes de aceptar un contrato profesional. Al vivir en la pobreza, Young le envía un estipendio, y Gómez ha expresado la creencia de que su familia será apoyada por el gobierno venezolano si gana una medalla de oro olímpica.